# Boylandova–Simsova oxidace
Boylandova–Simsova oxidace je reakce anilinů s peroxodisíranem draselným, kde po hydrolýze vznikají ortho-hydroxyaniliny.
Ortho-izomer je hlavním produktem, u některých anilinů se však vytváří i malá množství para-produktů.

## Mechanismus
Prvním meziproduktem Boylandovy–Simsovy oxidace je tvorba arylhydroxylamin-O-sulfátu (2).
Přesmykem se z tohoto zwitteriontového meziproduktu vytvoří ortho-sulfát (5), jež se poté hydrolyzuje na ortho-hydroxyanilin.